# 台州学院
28°51′04″N 121°06′53″E / 28.8509887°N 121.1147693°E
台州学院，是一所位于中国浙江省台州市的全日制公办本科高等院校。该校由浙江省人民政府主管，实行浙江省人民政府与台州市人民政府共建，以市为主的办学体制。台州学院也是台州市的第一所本科层次的高等院校；在2001年台州職業技術學院成立以前，该校也长期为台州唯一的普通高等學校。
台州学院的前身为1907年成立的官立台州府中学堂，历经中华民国、中华人民共和国时期的多次改制变迁，2002年升格为本科高校；并逐渐由以师范教育为主的学校转变为综合性、多科系的大学，该校重视发展应用型学科，教学质量与科研水平亦不断提高。

## 历史沿革
台州学院的历史可以追溯到清朝光绪三十三年（1907年）成立的官立台州府中学堂，中华民国成立后，该校曾易名为会稽道第三师范讲习所、浙江省第六师范学校、台州中学等，日本侵华战争期间，学校曾一度迁往仙居县，直到1949年才迁往临海县。1949年7月，位于临海县的浙江省立台州师范学校与临海县立师范学校合并，成为台州师范学校。中华人民共和国成立后，历经多次改制，曾改名临海师范学校、台州师范专科学校、浙江师范学院台州分校，1978年正式成立台州师范专科学校。1995年后，台州地区教师进修学院、临海师范学校、台州卫生学校更并入台州师范专科学校。
1996年，台州师范专科学校开始依托温州师范学院招收本科生，并筹备升格为综合性本科高校。2002年3月，中华人民共和国教育部同意台州师范专科学校升格为本科层次的台州学院，该校也因此成为台州市的第一所本科高等院校。台州学院也依托自身的教学资源优势，在台州市椒江区、三门县等地建立了附属学校。现今，台州学院正在积极争取于2027年前升格为大学。

## 校园环境
1979年，台州师范专科学校创校之初，校址在台州地区地區行政公署所在临海县城内的北固山，由于校园及教员宿舍总面积仅有70多亩，该校曾于1996年、1997年连续受到国家教委的警告，而浙江省教委也多次催促台州师范专科学校扩建，1998年，该校在临海市城东建立新校园，并于2000年7月迁入。2005年9月，台州学院的部分科系迁入斥资9亿人民币元建造的椒江校区，现今，台州学院有临海、椒江两个校区。学校总建筑面积达到38万平方公尺。

## 学术研究

### 学科设置
1958年8月，台州师范专科学校创办时，该校以培养初中教师为主，开设了文史、数理、生化、音乐、体育5个专业，主要招收师范生，学制3年；1978年恢复建制后，该校所设专业不断增加，非师范类专业数也有所提升，学科综合性不断增强。截至2022年，台州学院开设学科53个，并拥有机械、材料与化工、资源与环境3个专业的硕士学位授权资格。2021年，该校的临床医学和旅游管理2个学科入选中国教育部“国家级一流本科专业”建设点，而数学与应用数学、土木工程两个学科则入选浙江省级“一流本科专业”建设点。
| 教学单位名称                     | 学科 | 网页 |
| -------------------------------- | --- | ---- |
| 人文学院                         | 汉语言文学（师范）、汉语言文学（非师范）、历史学（师范）、网络与新媒体                                           | ※    |
| 商学院                           | 国际经济与贸易、金融学、工商管理、财务管理、旅游管理                                                             | ※    |
| 外国语学院                       | 英语（师范）、英语、商务英语                                                                                     | ※    |
| 电子与信息工程学院（大数据学院） | 物理学（师范）、电子信息工程、数学与应用数学（师范）、计算机科学与技术、信息管理与信息系统、数据科学与大数据技术 | ※    |
| 生命科学学院                     | 生物科学、科学教育、环境工程                                                                                     | ※    |
| 医药化工学院                     | 应用化学、化学工程与工艺、制药工程、高分子材料与工程                                                             | ※    |
| 艺术与设计学院                   | 产品设计、视觉传达设计、视听产品设计（微专业）、美术学（师范）、音乐学（师范）                                   | ※    |
| 教师教育学院（体育学院）         | 小学教育、学前教育、体育教育                                                                                     | ※    |
| 智能制造学院（航空工程学院）     | 机械设计制造及其自动化、机械电子工程（含卓越班）、智能制造工程、电气工程及其自动化和无人驾驶航空器系统工程       | ※    |
| 建筑工程学院                     | 土木工程、给排水科学与工程、道路桥梁与渡河工程、建筑学                                                           | ※    |
| 医学院                           | 临床医学、护理学、医学检验技术、康复治疗学、助产学                                                               | ※    |
| 材料科学与工程学院               | 材料物理、材料科学与工程、材料成型及控制工程                                                                     | ※    |
| 药学院                           | 生物制药 | ※    |
| 马克思主义学院                   | （主管全校学生思想政治教育课程）                                                                                 | ※    |
| 未来乡村学院                     | |      |

### 学术资源
台州学院图书馆于1978年12月成立，前身为浙江师范学院台州分校图书馆。当时全馆藏书为39,180册，订阅报刊约500种，但并无独立的馆舍。其后，随着办学规模扩大，该图书馆相继合并了台州教师进修学院图书馆、临海师范图书馆及台州卫校图书馆。2021年，台州学院校图书馆拥有两座图书大楼、阅览座位约3,300个；图书馆内有馆藏纸质图书、期刊合订本约232万册，电子图书184,328种，年订纸质报刊1,459份。台州学院圖書館也是「台州图书馆联盟」的發起者之一；又參與了台州市圖書大流通平台的建立，以方便台州市內民眾借閱書籍。
《台州学院学报》为台州学院主办的综合性学术期刊，原名《教与学》，1980年易名为《台州师专学报》，1994年10月10日，中华人民共和国国家新闻出版署批准该期刊编入国内统一刊号，成为正式期刊。2002年，因台州师范专科学校升格为台州学院，易为今名。该期刊自20世纪90年代即开设了“天台山文化专栏”，为天台山文化以及台州文化的弘扬与研究作出了一定的贡献；2007年，“天台山文化专栏”更获得了“全国地方高校学报特色专栏”的荣誉。
1992年9月21日，台州师范专科学校成立了首个地方文化研究机构“台州人文研究室”，并以此为起点开展台州地方文史研究。此外，学院还依托一些基础雄厚的学科成立了浙江省植物进化生态学与保护重点实验室、浙江省工量刃具检测及深加工技术研究重点实验室等科研机构。2019年以来，该校更基于台州市实行小微企业金融服务改革的现况，成立了浙江（台州）小微金融研究院。

## 对外交流
2004年10月21日，台州学院与其所在的临海市签订了促进经济社会发展的全面合作协议，2005年，该校更成立临海经济社会发展研究所，以促进临海市的发展。台州学院也与四川大学、山东大学、北京林业大学等高等院校享有良好的合作关系，并联合培养多个专业硕士研究生或博士研究生。
在国际上，台州学院亦与德国亚琛工业大学、韩国草堂大学、紐西蘭林肯大学、瑞典克里斯蒂安斯特大学、阿根廷国立东北大学、越南胡志明市师范大学等高等院校建立了友好合作关系，更与这些学校建立了相互派遣教师进修访问的机制，并向英国、美国、紐西蘭、芬兰、俄罗斯等国的友好院校派出了一些教员学习交流。自1995年以来，台州学院也积极吸引美国、加拿大、澳洲、英国等国家的教师前来教授英文。2002年6月，浙江省教育厅同意台州学院招收外籍学生，2004年，该校开始招收韓國、越南等国的留学生，也向韓國、瑞典等国派遣了一些留学生。

## 校园文化
台州学院的校训为“澡身浴德，修业及时”。其中“澡身浴德”语出自《礼记》，最早由清末的台州府中学堂使用，并刻于校内碑石上，遗存至今；而“修业及时”则出自《易经》。1989年台州师范专科学校期间，校训一度改为“勤奋、求实、文明、献身”。2006年10月，该校启用今校训。而台州学院的校歌则是原浙江省立台州师范学校的校歌，创作于20世纪40年代。
台州学院重视体育事业及运动竞技水平的提高，该校在浙江省举办的多次大学生运动会上获得了良好的成绩。台州学院还曾于2011年举办浙江省十三届大学生运动会。
台州学院学生社团众多，2014年社团数已达100个。其中秋枫红艳戏剧社、管理学社、法学社等社团在校内甚至全国都享有一定的声誉，并曾获得“浙江省优秀学生社团”。秋枫红艳戏剧社亦因为传承越剧而多次获得中国央视戏曲台的认可。

## 引用
1. ↑  科技厅（2023年）
2. ↑  校志（1993年）
3. ↑  台州历史（1993年）
4. ↑  仙居县志（1987年）
5. 1 2 3 4 5 6 7  院志（2009年）
6. 1 2 3 4 5  市志（2018年）
7. ↑  教育部（2002年）
8. ↑  浙江在线（2022年）
9. ↑  浙江在线（2021年）
10. ↑  高校简介（1982年）
11. ↑  招生简章（2022年）
12. ↑  一流本科（2022年）
13. 1 2 3 4 5  新华社（2021年）
14. ↑  科技日报（2022年）
15. ↑  未来乡村（2022年）
16. ↑  图书馆（1994年）
17. ↑  编辑部（2022年）
18. ↑  浙江在线（2020年）
19. ↑  陈志信（2000年）
20. ↑  编辑部（2002年）
21. 1 2  浙江在线（2009年）
22. ↑  刘洁（2021年）
23. ↑  市府（2022年）
24. ↑  年鉴（2016年）
25. ↑  体育学刊（1999年）
26. ↑  浙江在线（2011年）
27. ↑  林军辉（2014年）
28. ↑  浙江在线（2015年）
29. ↑  CCTV（2013年）
30. ↑  CCTV（2014年）